# Denise Ho
Denise Ho Wan-see, nota come HOCC, (Hong Kong, 10 maggio 1977), è una cantante, attrice e attivista hongkonghese naturalizzata canadese.
Impegnata per la democrazia e per i diritti LGBT, è stata inserita nella lista nera del governo cinese per la sua partecipazione attiva al Rivolta degli ombrelli del 2014. È stata arrestata nel dicembre 2021 ad Hong Kong dalla polizia cinese in occasione della chiusura del giornale on line pro-democrazia Stand News.
È stata inserita dalla BBC nella lista delle 100 donne più influenti al mondo.

## Biografia
Nata a Hong Kong, è emigrata con la sua famiglia a Montréal all'età di 11 anni. Ha studiato alla "Jean de la Mennais College" e al "Jean-de-Brébeuf Collège". La sua carriera musicale è iniziata nel 1996, dopo la vittoria la 15ª edizione di Talent Singing Awards, che le ha valso la possibilità di firmare un contratto con la "Capital Artists Limited". Il suo primo lavoro, un EP chiamato First. è stato pubblicato nel 2001. Ha accompagnato Anita Mui in varie tournée e ha preso parte a diversi programmi televisivi del canale TVB. Nel 2002 ha firmato un contratto con la EMI Music.

## Discografia

### Album studio
- Free Love (2002)
- Dress Me Up (2003)
- Glamorous (2005)
- Butterfly Lovers (2005)
- Our Time Has Come (2006)
- What Really Matters (2007)
- Ten Days in the Madhouse (2008)
- Heroes (2009)
- Wu Ming Shi (2010)
- Awakening (2011)
- Coexistence (2013)
- Recollections (2013)

### Compilation
- Roundup (2003)
- Greatest Hits (2006)